# 鸢尾叶风毛菊
鸢尾叶风毛菊（学名：Saussurea romuleifolia）为菊科风毛菊属的植物，为中国的特有植物。分布在中国大陆的四川、云南等地，生长于海拔2,200米至3,800米的地区，见于林下、山坡草地和林缘，目前尚未由人工引种栽培。

## 别名
蛇眼草，雨过天晴